# Chung Jae-won
Dans ce nom coréen, le nom de famille, Chung, précède le nom personnel.
Chung Jae-won, né le 21 juin 2001, est un patineur de vitesse sud-coréen.

## Palmarès

### Jeux olympiques d'hiver
| Épreuve / Édition   | 500 mètres | 1 000 mètres | 1 500 mètres | 5 000 mètres | 10 000 mètres | Mass start | Poursuite par équipes              |
| JO 2018 Pyeongchang | —          | —            | —            | —            | —             | 8e         | Médaille d'argent, Jeux olympiques |

Légende :
- : première place, médaille d'or
- : deuxième place, médaille d'argent
- : troisième place, médaille de bronze
- : pas d'épreuve
- — : Non disputée par le patineur
- DSQ : disqualifiée